# Mariaville Lake
Mariaville Lake és una concentració de població designada pel cens dels Estats Units a l'estat de Nova York. Segons el cens del 2000 tenia 710 habitants.

## Demografia
Segons el cens del 2000, Mariaville Lake tenia 710 habitants, 258 habitatges, i 188 famílies. La densitat de població era de 48,5 habitants per km².
Dels 258 habitatges en un 38% hi vivien nens de menys de 18 anys, en un 58,5% hi vivien parelles casades, en un 9,3% dones solteres, i en un 27,1% no eren unitats familiars. En el 22,5% dels habitatges hi vivien persones soles el 7,4% de les quals corresponia a persones de 65 anys o més que vivien soles. El nombre mitjà de persones vivint en cada habitatge era de 2,75 i el nombre mitjà de persones que vivien en cada família era de 3,23.
Per edats la població es repartia de la següent manera: un 29,4% tenia menys de 18 anys, un 6,2% entre 18 i 24, un 29,2% entre 25 i 44, un 25,4% de 45 a 60 i un 9,9% 65 anys o més.
L'edat mediana era de 37 anys. Per cada 100 dones de 18 o més anys hi havia 106,2 homes.
La renda mediana per habitatge era de 48.269 $ i la renda mediana per família de 57.083 $. Els homes tenien una renda mediana de 41.216 $ mentre que les dones 22.269 $. La renda per capita de la població era de 20.618 $. Cap de les famílies estaven per davall del llindar de pobresa.